# 阿烏爾

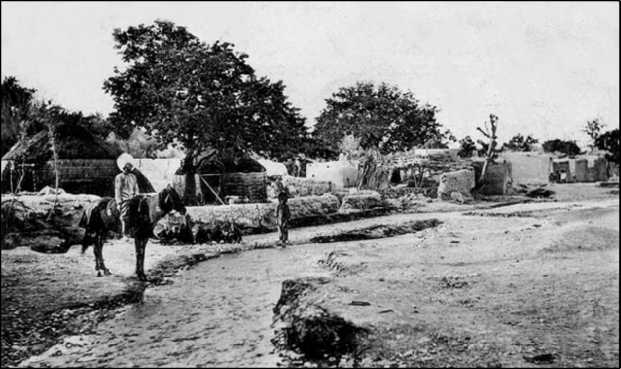
阿什哈巴德附近的阿乌尔，1913年摄

阿烏爾，突厥語“村落”之意，是指高加索特別是達吉斯坦地區一種堡壘型村落。
阿烏爾一般由石頭建造有兩層高，建在懸崖上，防止敵人入侵。同時通常向南，確保冬天溫暖。
在19世紀俄羅斯征服北高加索時，阿烏爾曾為俄羅斯征服車臣人帶來很大阻礙。
格魯吉亞斯瓦内蒂的阿烏爾已被認定為世界遺產。